# Socha svatého Jana Nepomuckého (Čepice)
Socha svatého Jana Nepomuckého je skulptura umístěná na mostě přes řeku Otavu ve vesnici Čepice, součásti Rabí na pomezí Jihočeského a Plzeňského kraje v jihozápadní části České republiky. S nápadem na vytvoření sochy a její osazení na čepický most přišel český hudebník, kytarista Lubomír Brabec, který bydlí v chalupě poblíž tohoto mostu. Autorkou sochy je sklářka Vladimíra Tesařová, jež sochu vyrobila ze speciálního olovnatého tvrzeného skla oboustranně, takže její obličej uvidí jak lidé na mostě, tak vodáci plavící se po řece. Socha měla mít podle plánů výšku 1,6 metru, ale nakonec ji autorka vytvořila v životní velikosti a dosahuje 175 centimetrů.
Pro získání prostředků na výrobu sochy uspořádal Brabec 24. června 2011 na hradě Rabí koncert, na kterém vedle Brabce vystoupili umělci Gabriela Beňačková, Pavel Šporcl, Karel Vágner, Janek Ledecký či Daniel Hůlka. Vedle toho si mohli zájemci za částku pěti tisíc korun českých zakoupit hvězdu ze svatozáře kolem světcovy hlavy.
Během pražských Svatojánských slavností Navalis v květnu 2011 byla socha vystavena na pódiu, kde ji požehnal tehdejší pražský arcibiskup Dominik Duka. Následující rok ji 13. května 2012 Lubomír Brabec na čepickém mostě slavnostně odhalil.